# Prehistoria en Aragón

Paleolítico en Aragón

Los territorios que actualmente se conocen como Aragón han sido habitados desde tiempos antiguos. Se han descrito restos de población en las tres provincias, aunque no está claro si corresponden en términos etnológicos o sociales a la época que hoy llamamos paleolítico.

## Paleolítico

### Paleolítico inferior
Coincidente con el periodo geológico llamado Pleistoceno en sus dos primeros estratos: el pleistoceno inferior y el pleistoceno medio.
En Aragón se encuentran algunos yacimientos, aunque escasos, del paleolítico inferior, es decir, de hace más de 100.000 años. Un ejemplo de estos yacimientos es la Cueva de los Moros en Gabasa, donde que se encontraron algunos molares, restos de una sepultura de hombres de Neandertal, que aparecieron acompañados de herramientas de piedra tallada de estilo (modo lítico en términos paleoantropológicos) claramente musterienese. Otras partes de Aragón tienen yacimientos humanos de Hombres de Cromañón. Un ejemplo es la mandíbula humana de Gradera de los Molinos en Teruel.
El registro de modos líticos que se encuentran en Aragón experimentó un cambio hace aproximadamente 60.000 años, cuando se cree que se instalaron las primeras comunidades de hombres de Cromañón en la vertiente sur de los Pirineos. Estos nuevos pobladores provenían de África, aunque no está claro si llegaron a través de Europa y Oriente Medio (este caso representaría una progresión lógica hacia la península ibérica, suponiendo una coexistencia con los neandertales -los primeros usuarios del mode lítico musteriense) o, por el contrario, llegaron directamente de África a través del Estrecho de Gibraltar. Estas nuevas comunidades introdujeron en la península ibérica el modo lítico magdaleniense, más ligero y eficiente que el musteriense de los neandertales. Yacimientos de este modo se han encontrado en el abrigo de Eudoviges, en el municipio de Alacón, en Teruel. Con estos pobladores se empezó el periodo conocido como Paleolítico Medio.

### Paleolítico medio
Coincidente con la primera parte (20.000 años) del periodo geológico del pleistoceno superior. Desde hace 60.000 años hasta hace 40.000.
El paleolítico medio en Aragón se caracterizó por la convivencia de las dos tecnologías líticas, el musteriense y el magdaleniense temprano. Varias piezas del magdaleniense temprano de esta época son consideradas por algunos autores como "falsificaciones", que podrían haber sido "calcadas" en su forma y técnica de las comunidades cromañones por parte de los neandertales. Este sub-modo lítico, de usos magdalenienses pero factura neandertal es llamado solutrense, aunque no todos los autores lo reconocen como tal.
La industria lítica solutrense está representada en la Cueva de Chaves, en el municipio de Bastarás (Huesca), donde se hallaron algunas de las características de este modo, tales como puntas de escotadura, raspadores...
Mientras tanto, la industria lítica magdaleniense auténtica se centraba en la corta de bifaces y burchas menores, además de la incorporación de nuevos materiales, como el hueso, del que se harían azagallas y buriles, y probablemente madera que no ha llegado hasta la actualidad. No se tiene conocimiento que los neandertales hicieran uso de estos materiales en esa época.
El paleolítico medio es, además, el tiempo de la desaparición de los hombres de Neandertal y con ellos de la cultura de los bifaces musterienses y solutrenses. Las causas son aún motivo de discusión, considerándose un cambio climático o la competencia con el homo sapiens como posibles responsables.

### Paleolitico superior
Desde hace 40.000 años, en el pleistoceno superior, hasta la revolución neolítica hace 7.000 años.
El paleolitico superior comenzó con la extinción de los neandertales, y la desaparición de los modos líticos magdaleniense y musteriense del registro fósil.
Entre ese tiempo, los cromañones serían los únicos humanos en suelo aragonés y aparece sólo registros líticos limitados a las tecnologías cromañones, además de algunas muestras de la diversificación de las formas artísticas de la época previa tales como eun arte rupestre más perfeccionado que deja de estar siempre ligado a las cuevas como en el paleolítico medio. Se ha considerado que en esta época se harían las primeras representaciones de escenas de caza en exteriores (significativamente vinculadas al arte levantino del mesolítico) en refugios en peñas de los valles donde las gentes de la época tenían que pasar la noche.
El paleolitico superior vive la última glaciación (desde hace 25.000 y a hace 11.000 años). Demográficamente, los yacimientos de esta época son escasos, lo que podría interpretarse como una consecuencia de la escasez de población por el rigor climático.
Algunas muestras artísticas y tecnológicas de este tiempo se han encontradas en la Cueva del Trucho (Colungo, Huesca) y en la Cueva del Forcón (San Juan, Huesca). Es posible que las marcas de dedos del Abrigo de Peñafiel (Paules, Huesca) pertenezcan a esta época.

### Epipaleolitico
Epipaleolitico es la denominación empleada por algunos autores para definir la época que se extiende desde la última punta glacial (hace 15.000 años) y la expansión del arte rupestre levantino, como señal de la entrada del mesolítico. Otros autores consideran que este periodo debería ser incluido en el periodo mesolítico o incluso usarse como sinónimo éste. Para los primeros autores, el epipaleolitico y el mesolítico deben de ser periodos cronológicamente consecutivos.
El rasgo que diferencia el epipaleolitico del paleolitico es la expansión demográfica de las poblaciones humanas al acabar la fase más severa de la glaciación y beneficiarse de un clima con mejor temperatura. El arte y la industria de herramientas permaneció similar a la de las anteriores etapas.
Se encuentra yacimientos de esta época en la Botiguería de los Moros en Mazaleón (Teruel), y La Costalena (Maella, Zaragoza).

## Neolítico
En Aragón hay yacimientos neolíticos como la Cueva de Chaves (Bastarás), coincidiendo con otros yacimientos neolíticos del Mediterráneo Occidental en una preferencia por la habitación de abrigos y cuevas.

### Eneolítico
Es una breve etapa de apenas 1000 años de duración, que comenzó alrededor del 2500 a. C., en el que un clima favorable, el avance demográfico y la mayor longevidad gracias a  la nueva dieta instaurada en el Neolítico y una serie de ideas espirituales y técnicas producen un gran avance cultural. Esto fue con ayuda de los inmigrantes del Mediterráneo oriental. Es entonces cuando aparecerán los dólmenes y las cuevas sepulcrales que mostrarían la importancia que se otorga a la muerte y a los ritos que la acompañan.
Aunque no es fácil separar los yacimientos de los correspondientes a etapas posteriores de la Edad del Bronce, se definen bien en esta   época: Majaladares de Borja, un grupo de cuevas oscenses como Peña del Agua, Gabarda, El Villar, Piracés, Chaves, La Miranda, la Puyascada y el Forcón; el Huerto Raso en Lecina, el Cortado de Baselga en Alcañiz.

## Megalitismo
Pueden ser señalados algunos pueblos que presentan todavía en la actualidad monumentos y otras construcciones religiosas, generalmente de naturaleza megalítica. Un ejemplo es el dolmen de Tella en el municipio de Tella-Sin de la comarca de Sobrarbe.
En territorio aragonés no se ha podido datar todavía ninguna manifestación de megalitismo hasta del periodo neolítico a diferencia de otras zonas de alrededor. La mayoría de los megalitos más antiguos del Alto Aragón se remontan al eneolitico o calcolitico con re-utilizaciones posteriores. El dolmen de Santilena presenta materiales de la Edad de Bronce.
La presencia de dólmenes en Aragón no guarda relación directa con los celtas como afirma una creencia bastante popular en Europa Occidental desde tiempos del romanticismo, en realidad se trata de origen ibérico y en ocasiones romano. Los pueblos celtas han podido reutilizar los megalitos al igual que los pastores de la Edad Media.